# Los Detectilocos
Los Detectilocos es el título de una serie de televisión peruana creada por Guillermo Guille para la cadena televisiva América Televisión.Está ambientada en la oficina de detectives privados de Ricardo y Ricky, donde se muestran las disparatadas aventuras que viven junto a su secretaria Jenny, bajo el propósito de resolver casos de asesinatos y secuestros. La serie fue retransmitida desde el año 1983 hasta el año 1985.

## Argumento
Los personajes Ricardo y Ricky eran dos detectives totalmente opuestos, siendo ya visible al comienzo de la trama que su discordancia les impediría resolver cualquier caso. Ricky era un tanto bruto, mientras que Ricardo siempre se empeñaba en poner orden dentro de la oficina. Destacaba también el personaje de Jenny, una secretaria que se quejaba constantemente. 
Los casos a resolver consistían en investigar secuestros de personas famosas (en los cuales Ricky debía suplantar su identidad), asesinatos, robos y búsqueda de tesoros.

## Actores

### Protagonistas
- Ricardo Fernández: Ricardo
- Ricardo (Ricky) Tosso: Ricky
- Jenny Negri: Jenny

### Elenco
- Fernando Farrés
- Enrique Victoria
- Cesar Valer
- Mirna Bracamonte
- Eddy Guzmán
- Luis la Roca
- Ramon Alfaro
- Carlos Orihuela como el heladero
- Carlos Serrán como el cartero
- Elio Bejarano como el extraterrestre
- Hugo Rivas como el policía

### Elenco musical
- Roxana Ávalos
- Karen América
- Julio Zevallos
- María Rosa Chum

## Producción
- Productor: Guillermo Guille
- Director: Alfonso Maquilón
- Musicalización y audio: Rogelio Soto

## Recepción
Fue el décimo programa más sintonizado en octubre de 1984 de según Datum.